# Club Atlético River Plate 1906
Questa voce raccoglie le informazioni riguardanti il Club Atlético River Plate nelle competizioni ufficiali della stagione 1906.

## Stagione
Dopo aver partecipato alla Tercera División nel 1905 senza particolare successo, il River decise di iscriversi alla seconda serie. Partecipò dunque al girone B, dove ebbe un rendimento scarso; ottenne infatti una sola vittoria sul campo, contro la squadra riserve del Barracas Athletic, mentre le altre tre arrivarono per forfait degli avversari.

## Maglie e sponsor
| Casa |

## Rosa
| N. |                      | Ruolo | Calciatore         |
| -- | -------------------- | ----- | ------------------ |
|    | Argentina (bandiera) | P     | J. Reynoso         |
|    | Argentina (bandiera) | P     | Enrique Salvarezza |
|    | Argentina (bandiera) | D     | D. Ceballos        |
|    | Argentina (bandiera) | D     | D. López           |
|    | Argentina (bandiera) | D     | J. Rossi           |
|    | Argentina (bandiera) | D     | Francisco Priano   |
|    | Argentina (bandiera) | D     | J. Campodónico     |
|    | Argentina (bandiera) | C     | Alberto Flores     |
|    | Argentina (bandiera) | C     | Fernando Flores    |
|    | Argentina (bandiera) | C     | Pedro Martínez     |
|    | Argentina (bandiera) | C     | Bernardo Messina   |

| N. |                      | Ruolo | Calciatore      |
| -- | -------------------- | ----- | --------------- |
|    | Argentina (bandiera) | C     | Pedro Pellerano |
|    | Argentina (bandiera) | C     | J. Píccola      |
|    | Argentina (bandiera) | C     | D. Pierrotti    |
|    | Argentina (bandiera) | C     | F. Rossi        |
|    | Argentina (bandiera) | A     | A. Gornatti     |
|    | Argentina (bandiera) | A     | J. Magdalena    |
|    | Argentina (bandiera) | A     | Pedro Moltedo   |
|    | Argentina (bandiera) | A     | L. Robledo      |
|    | Argentina (bandiera) | A     | T. Vergara      |
|    | Argentina (bandiera) | A     | Enrique Zanni   |

## Statistiche

### Statistiche di squadra[2]
| Competizione     | Punti | Totale | Totale | Totale | Totale | Totale | Totale | DR  |
| Competizione     | Punti | G      | V      | N      | P      | Gf     | Gs     | DR  |
| ---------------- | ----- | ------ | ------ | ------ | ------ | ------ | ------ | --- |
| Segunda División | 4     | 9      | 2      | 0      | 7      | 6      | 19     | -13 |
| Totale           | -     |        |        |        |        |        |        | -   |